# 이종훈 (축구 선수)
이종훈(2001년 2월 1일 ~ )는 대한민국의 축구 선수로, 포지션은 수비수이다. 현재 K리그2 충북 청주 FC 소속이다.